# ジェーロ・ディ・メローネ

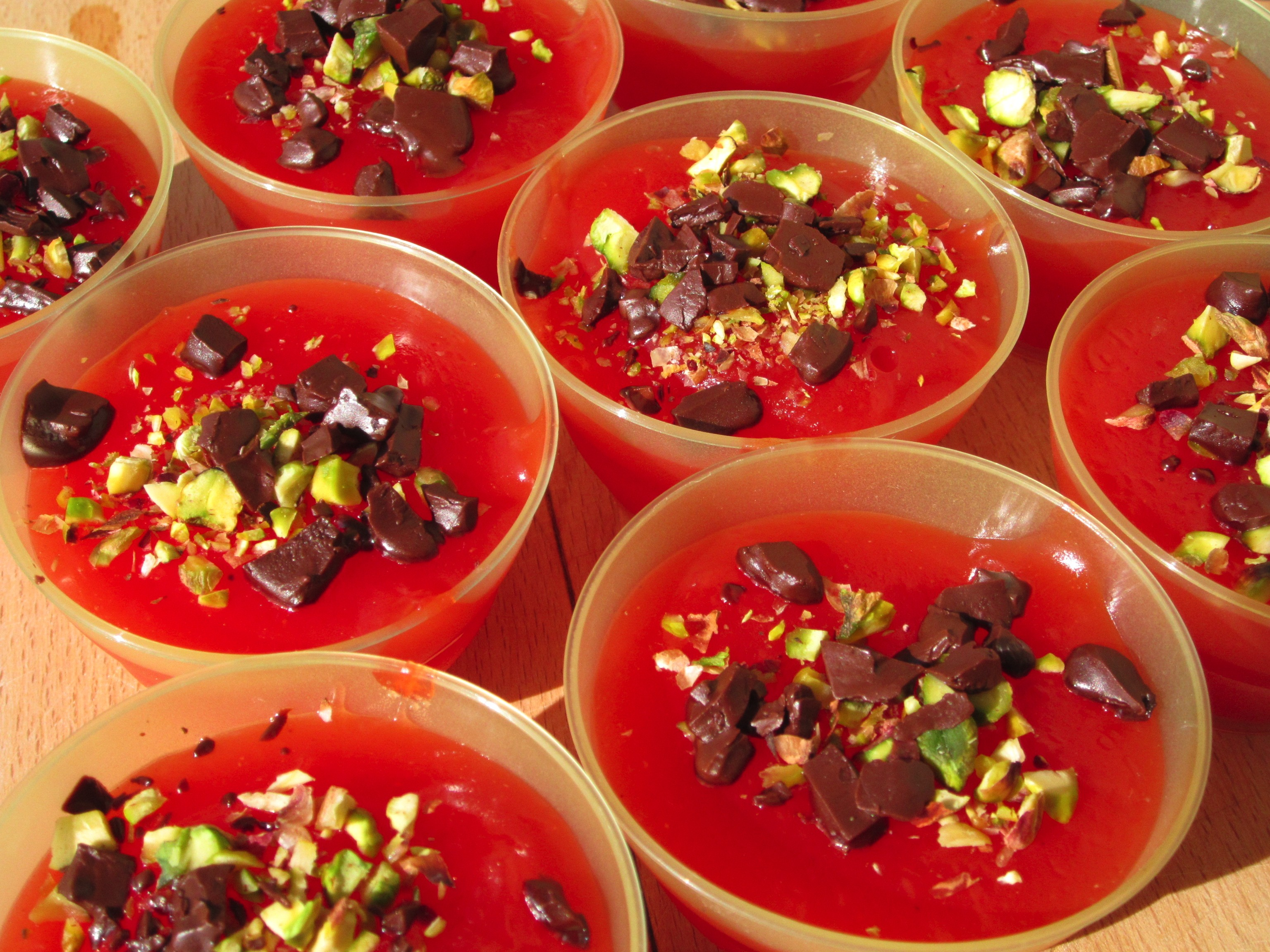
カップ入りのジェーロ・ディ・メローネ

ジェーロ・ディ・メローネ（シチリア語: gelo di mellone）は、イタリア・シチリア島の伝統スプーン菓子。
スイカのゼリーである。
「ジェーロ」は、古くから食されているゼリーで、ゼラチンではなく麦スターチを炊いて固めたものである。麦スターチは常温でも固まることから冷蔵庫が無い時代から作られていた。ジェーロはレモン、シナモン、チョコレートなどでも作られるが、夏に家庭で作られる菓子であり、パスティッチェリアではあまり見かけない。
「メローネ」はメロンではなく、シチリア語でスイカの意。パレルモはスイカの特産地ということもあり、スイカのゼリーであるジェーロ・ディ・メローネはジェーロの定番でもある。
作り方の例
1. スイカの搾り汁に砂糖、塩、麦のデンプン（スターチ）を加え、加熱しながら溶かす。
2. とろみが出てきたら型に入れて冷まして固める。
3. 盛り付けた際には、チョコレートやピスタチオなどを乗せて「スイカの種」を模した飾りつけを行う。